# (15351) Yamaguchimamoru
(15351) Yamaguchimamoru est un astéroïde de la ceinture principale.

## Description
(15351) Yamaguchimamoru est un astéroïde de la ceinture principale. Il fut découvert le 4 novembre 1994 à Kitami par Kin Endate et Kazuro Watanabe. Il présente une orbite caractérisée par un demi-grand axe de 2,42 UA, une excentricité de 0,22 et une inclinaison de 10,0° par rapport à l'écliptique.

## Compléments